# Roh Moo-hyun
Roh Moo-hyun (udtale: [no.mu.çjən]?(født 1. september 1946, død 23. maj 2009) var præsident i Sydkorea fra 25. februar 2003, til 25. februar 2008. Før han gik ind i politik var han en anerkendt menneskerettighedsadvokat.
Hans politiske karriere var præget af dramatiske begivenheder, herunder forsøg på at fjerne regionalisme i sydkoreas politik, hvilket kulminerede i hans valg til præsidentskabet. Flere kontroverser prægede siden da præsidentskabet. Oppositionen forsøgte blandt andet en rigsretssag mod ham, hvilket mislykkedes. Selvom han blev genindsat på posten (og endda med stærkere mandat end da han startede), havde de fortsatte kontroverser og beskyldninger om inkompetence svækket hans popularitet.
Rohs politiske højdepunkter inkluderede en upopulær beslutning om at sende koreanske tropper til Irak, et mislykket forsøg på at flytte hovedstaden fra Seoul til Chungcheong-regionen og et bud på en koalition med det konservative parti, Stornationspartiet, hvilket blev kritiseret bredt.

## Død
Den 23. maj 2009 blev det meddelt af Roh havde begået selvmord ved at springe ud fra en bjergside, tæt ved sin hjemby Bongha.